# Tempo G 1200 / T 1200
Le Tempo G.1200/T.1200 est un véhicule tout terrain militaire (G) et civil (T),  produit par le constructeur allemand Tempo-Werke de 1936 à 1944. 

## Histoire
En 1936, la société Vidal & Sohn Tempo-Werk GmbH veut répondre à un appel d'offres Landwehr pour la fourniture d'un véhicule militaire léger à quatre roues motrices. L'ingénieur en chef, Otto Daus, lance l'étude et développe un véhicule tout-terrain d'une conception peu commune. 
Le véhicule est propulsé par deux moteurs JLO à deux temps de 596 cm³, un à l'avant et l'autre un à l'arrière, chacun entraînant séparément les essieux directeurs avant et arrière. Chaque moteur dispose de sa propre boîte de vitesses, les deux moteurs peuvent fonctionner ensemble, en mode quatre roues motrices, ou fonctionner indépendamment pour garder uniquement la traction avant ou la propulsion arrière, sur route. Le véhicule a une garde au sol importante, quatre roues motrices et directrices et une suspension à 4 roues indépendantes. Il est capable de traverser les terrains les plus accidentés. La vitesse de pointe est de 70 kilomètres par heure avec une consommation de carburant de 20 litres aux cent kilomètres, sur piste avec les deux moteurs, réduite à 12 litres avec un seul moteur, sur route, valeur très raisonnable pour l'époque.
L'armée allemande, avait de gros préjugés contre les moteurs deux temps et n'a pas retenu le véhicule. Le constructeur a alors cherché un débouché à l'exportation. 1253 Tempo G.1200 militaires ont été vendus à des pays comme la Suède, qui a passé une commande de 985 exemplaires et le Danemark 20 unités. 
Malgré son refus officiel, l'armée allemande a quand même utilisé quelques G.1200 saisis pendant la Seconde Guerre mondiale.
Le constructeur a commercialisé une version civile de ce véhicule sous le nom Tempo T.1200. 82 exemplaires ont été fabriqués.